# The Boy Is Mine (Ariana Grande)
The Boy Is Mine è un singolo della cantautrice statunitense Ariana Grande, pubblicato il 7 giugno 2024 come terzo estratto dal settimo album in studio Eternal Sunshine.

## Descrizione
Il brano, scritto e prodotto dalla stessa cantante con Max Martin, Shintaro Yasuda, David Park e Ilya Salmanzadeh, è stato descritto come una rivisitazione dell'omonimo singolo del 1998 di Brandy e Monica, che parlava di due donne che si contendevano l'affetto di un solo uomo.

## Video musicale
Il video musicale del brano, diretto da Christian Breslauer, è stato pubblicato il 7 giugno 2024 attraverso il canale YouTube della cantante. Il video è stato ideato come terzo atto visuale dei due precedenti singoli Yes, And? e We Can't Be Friends (Wait for Your Love), entrambi diretti da Breslauer.
Il video è ispirato al personaggio di Catwoman e all'omonimo film interpretato da Halle Berry, vede come come protagonisti la stessa Grande e Penn Badgley. Il video vede un cameo di Brandy e Monica, per omaggiare il loro omonimo brano, oltre ad un cameo vocale dell'attrice statunitense Elizabeth Gillies.

## Tracce
Testi di Ariana Grande e Max Martin. Musiche di Ariana Grande, Max Martin, Shintaro Yasuda e David Park.
1. The Boy Is Mine – 2:53

Streaming bundle
1. The Boy Is Mine – 2:53
2. The Boy Is Mine (A cappella) – 2:43
3. The Boy Is Mine (Instrumental) – 2:53
4. The Boy Is Mine (feat. Brandy & Monica) – 3:33
5. The Boy Is Mine (feat. Brandy & Monica) (A cappella) – 3:32

## Classifiche
| Classifica (2024) | Posizione massima |
| ----------------- | ----------------- |
| Australia         | 28                |
| Brasile           | 69                |
| Canada            | 15                |
| Francia           | 58                |
| Grecia            | 9                 |
| Lituania          | 52                |
| Medio Oriente     | 12                |
| Nuova Zelanda     | 23                |
| Polonia           | 64                |
| Portogallo        | 25                |
| Singapore         | 17                |
| Slovacchia        | 82                |
| Spagna            | 99                |
| Stati Uniti       | 16                |
| Svezia            | 1                 |

## Remix
(Monica sulla concezione del remix di The Boy Is Mine.)

### Antefatti
Il 17 giugno 2024, Ariana Grande ha annunciato un remix di The Boy is Mine con le cantanti americane Brandy e Monica, che è stato pubblicato il 21 giugno. Brandy e Monica, il cui duetto omonimo del 1998 ha ispirato la canzone della Grande, hanno fatto prima dei cameo come conduttrici del telegiornale nel video musicale della sua canzone, che poi le portò a partecipare al remix.
Prima della sua uscita, Monica si era espressa apertamente contro i remix dei propri brani. Tuttavia, ha rivelato che si è innamorata immediatamente della versione della Grande dopo averla ascoltata. Ariana Grande ha lavorato con il duo alla canzone tramite sessioni FaceTime, che hanno coinvolto entrambe le famiglie e hanno aiutato Monica a percepire l'autentico desiderio della cantante di rendere omaggio alla loro versione. Monica ha anche affermato che lavorare sul remix ha contribuito a costruire un ponte tra lei e Brandy e a risolvere le incomprensioni di lunga data tra le due. La Grande ha anticipato per la prima volta il remix quando ha interpolato il ritornello del duetto originale alla fine della sua esibizione della canzone al The Tonight Show Starring Jimmy Fallon nella puntata del 6 giugno.

### Composizione
Nel remix, il trio canta insieme il pre-ritornello e il ritornello della canzone. Il remix presenta un nuovo bridge e un outro più lungo. Per il bridge, Brandy e Monica cantano versi che alludono alla loro versione di The Boy Is Mine, dicendo:

### Riconoscimenti
| Organizzazione | Anno | Categoria                      | Risultato   | Note   |
| -------------- | ---- | ------------------------------ | ----------- | ------ |
| Grammy Awards  | 2025 | Best Pop Duo/Group Performance | Candidato/a | [ 34 ] |

### Tracce
1. the boy is mine (feat. Brandy & Monica) (Remix) – 3:33
2. the boy is mine – 2:54
3. the boy is mine (music video) – 6:16

Durata totale: 12:43

### Formazione
- Ariana Grande – voce, testi, composizione, produzione
- Brandy Norwood – voce, testi, composizione
- Monica Arnold – voce, testi, composizione
- Max Martin – testi, produzione, composizione, batteria, tastiere, basso, programmazione, cori
- Ilya Salmanzadeh – produzione, composizione, batteria, tastiere, basso, programmazione, cori
- Shintaro Yasuda – produzione, composizione, tastiere, batteria, programmazione
- Davide – produzione, composizione, batteria, programmazione
- Sam Holland – ingegneria
- Lou Carrao – ingegneria
- Eric Eylands – assistenza ingegneristica
- Rob Sellens – assistenza ingegneristica
- Randy Merrill – padronanza
- Serban Ghenea – miscelazione
- Bryce Bordone – assistenza al mixaggio

### Classifiche
| Classifica (2024) | Posizione massima |
| ----------------- | ----------------- |
| Malaysia          | 12                |
| Nuova Zelanda     | 40                |
| Singapore         | 12                |

## Data di pubblicazione
| Paese       | Data           | Formato                                              | Versione                                                | Etichetta | Fonte                |
| ----------- | -------------- | ---------------------------------------------------- | ------------------------------------------------------- | --------- | -------------------- |
| Stati Uniti | 11 giugno 2024 | Contemporary hit radio                               | Original                                                | Republic  | [ 37 ]               |
| Mondo       | 21 giugno 2024 | Download digitale Streaming                          | Remix original                                          | Republic  | [ 38 ]               |
| Stati Uniti | 25 giugno 2024 | Rhythmic contemporary radio urban contemporary radio | Original                                                | Republic  | [ 39 ] [ 40 ]        |
| Mondo       | 19 luglio 2024 | Digital download streaming                           | Original a cappella instrumental remix remix a cappella | Republic  | [ 41 ]               |
| Regno Unito | 19 luglio 2024 | 7" cassetta CD                                       | Original a cappella                                     | Island    | [ 42 ] [ 43 ] [ 44 ] |
| Stati Uniti | 19 luglio 2024 | 7" cassetta CD                                       | Original a cappella                                     | Republic  | [ 45 ] [ 46 ] [ 47 ] |
| Stati Uniti | 19 luglio 2024 | CD                                                   | Remix                                                   | Republic  | [ 48 ]               |
| Regno Unito | 16 agosto 2024 | CD                                                   | Remix                                                   | Island    | [ 49 ]               |